# Égomane
 (novembre 2018).
Si vous disposez d'ouvrages ou d'articles de référence ou si vous connaissez des sites web de qualité traitant du thème abordé ici, merci de compléter l'article en donnant les références utiles à sa vérifiabilité et en les liant à la section « Notes et références ».
Albums de Louis Chedid
Ver de terre
(1976) Ainsi soit-il
(1981)
Égomane est un album studio de Louis Chedid, sorti en 1980.

## Liste des pistes
| No  | Titre                                   | Durée |
| --- | --------------------------------------- | ----- |
| 1.  | Monsieur Nitroglycérine                 |       |
| 2.  | Vade Retro Satanas !                    |       |
| 3.  | Égomane                                 |       |
| 4.  | Danseur mondain                         |       |
| 5.  | Danseur mondain (version instrumentale) |       |
| 6.  | Machine                                 |       |
| 7.  | Si elle t’appelle                       |       |
| 8.  | Oukélé !                                |       |
| 9.  | Tout doux                               |       |
| 10. | Cocotiers bananiers                     |       |